# 米尔恰·贝迪万
米尔恰·贝迪万（羅馬尼亞語：Mircea Bedivan，1957年10月8日—），罗马尼亚男子手球运动员。他曾代表罗马尼亚国家队参加1984年夏季奥林匹克运动会手球比赛，获得一枚铜牌。